# چاه عمیق شماره۲ طالب‌آباد
چاه عمیق شماره ۲طالب‌آباد روستایی در دهستان نهارجان بخش مود شهرستان سربیشه استان خراسان جنوبی ایران است.

## جمعیت
بر پایه سرشماری عمومی نفوس و مسکن در سال ۱۳۹۵ جمعیت این روستا ۷۶ نفر (۲۶خانوار) بوده‌است.